# Steven Novella
Pour les articles homonymes, voir Novella.
Steven P. Novella, né le 29 juillet 1964, est un professeur américain de neurologie. Steven Novella est célèbre pour son implication dans le mouvement sceptique, et plus particulièrement parce qu'il est l'hôte du podcast The Skeptics' Guide to the Universe et l'un des auteurs d'un livre du même nom.

## Parcours professionnel

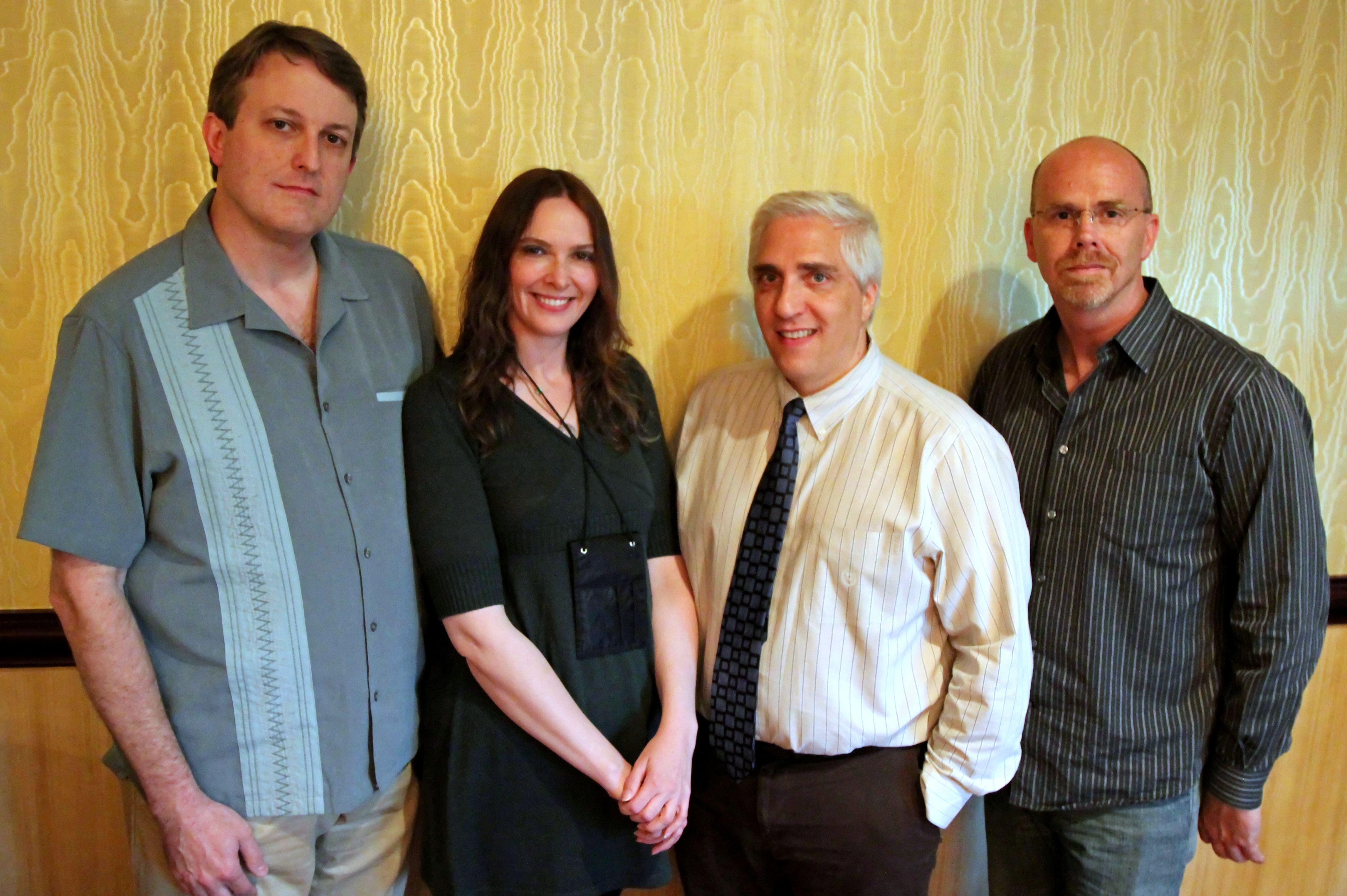
Tim Farley, Karen Stollznow, Steven Novella et Ray Hall.

La spécialité académique de Novella est la neurologie clinique, et plus spécialement les maladies neuromusculaires (sclérose latérale amyotrophique (SLA) et myasthénie), la neurophysiologie et le traitement des troubles neurologiques avec hyperactivité.
Novella est diplômé de la Georgetown University School of Medicine en 1991, a effectué une année de résidanat en médecine interne au Georgetown University Hospital/Washington Hospital Center, a complété son résidanat en neurologie au Yale–New Haven Hospital en 1995 et obtient son certificat de spécialiste en neurologie en 1998.

Dans sa jeunesse, Novella n'a pas toujours souhaité être médecin. Dans une interview pour le podcast Books and Ideas il déclare : « Je pense que j'ai entretenu plusieurs idées de carrière. En grandissant, j'ai pensé pendant un certain temps devenir avocat, puis, lorsque je suis entré à l'université, j'ai su que je voulais suivre une formation scientifique et j'ai fait une prépa de premier cycle de médecine. C'est donc sans doute à ce moment que j'ai réellement décidé de ce que je voulais faire. Je dirais donc que c'est à la fin de mon adolescence que j'ai vraiment décidé de faire de la médecine » (« I think I entertained various career ideas. When I was growing up I thought about being a lawyer for a while and then by the time I went to college, I knew I wanted to go into a science background and I did premed in undergraduate school. So certainly by then I had decided that that’s probably what I wanted to do. So I would probably say in my late teens is when I really decided to go into medicine. »).

## Scepticisme
Steven Novella est le président et cofondateur de la New England Skeptical Society et l'hôte du podcast de cette organisation, The Skeptics' Guide to the Universe. Il écrit la colonne mensuelle Weird Science pour le New Haven Advocate  et contribue à plusieurs blogs. Steven Novella est apparu dans plusieurs émissions de télévision, entre autres Penn & Teller: Bullshit!.

## Galerie

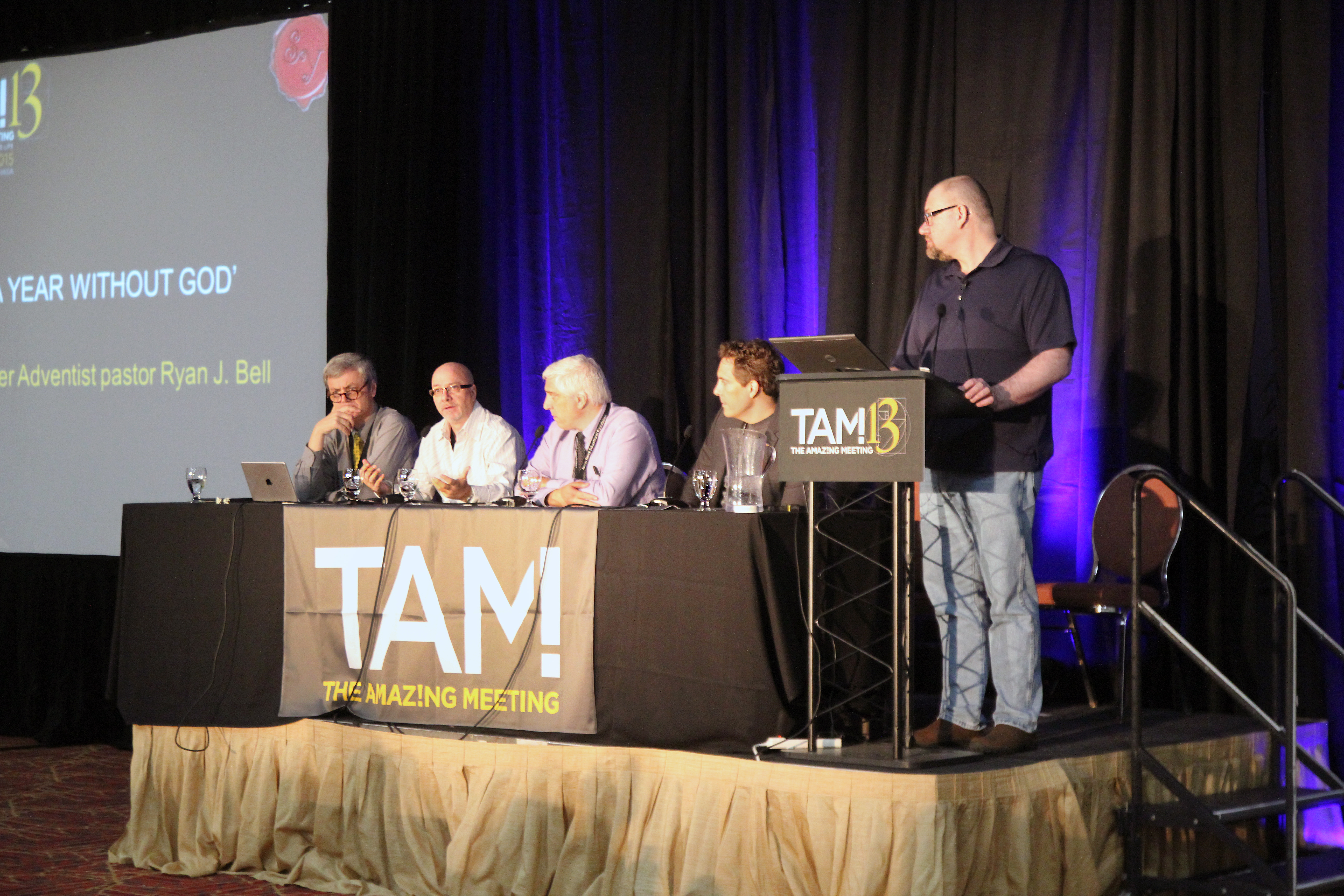
Novella (au milieu) dans 2015, sur le panneau podcast de TAM13. Son frère Jay est assis deuxième de la droite.
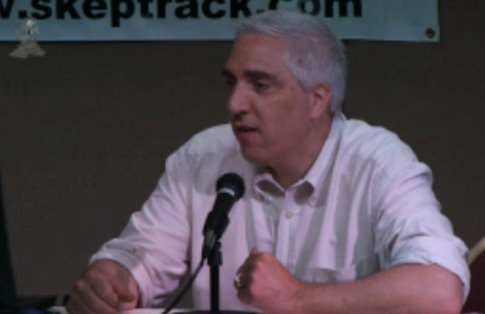
Sur le panneau podcast de Kylie Sturgess, pendant SkepTrack chez Dragon Con.
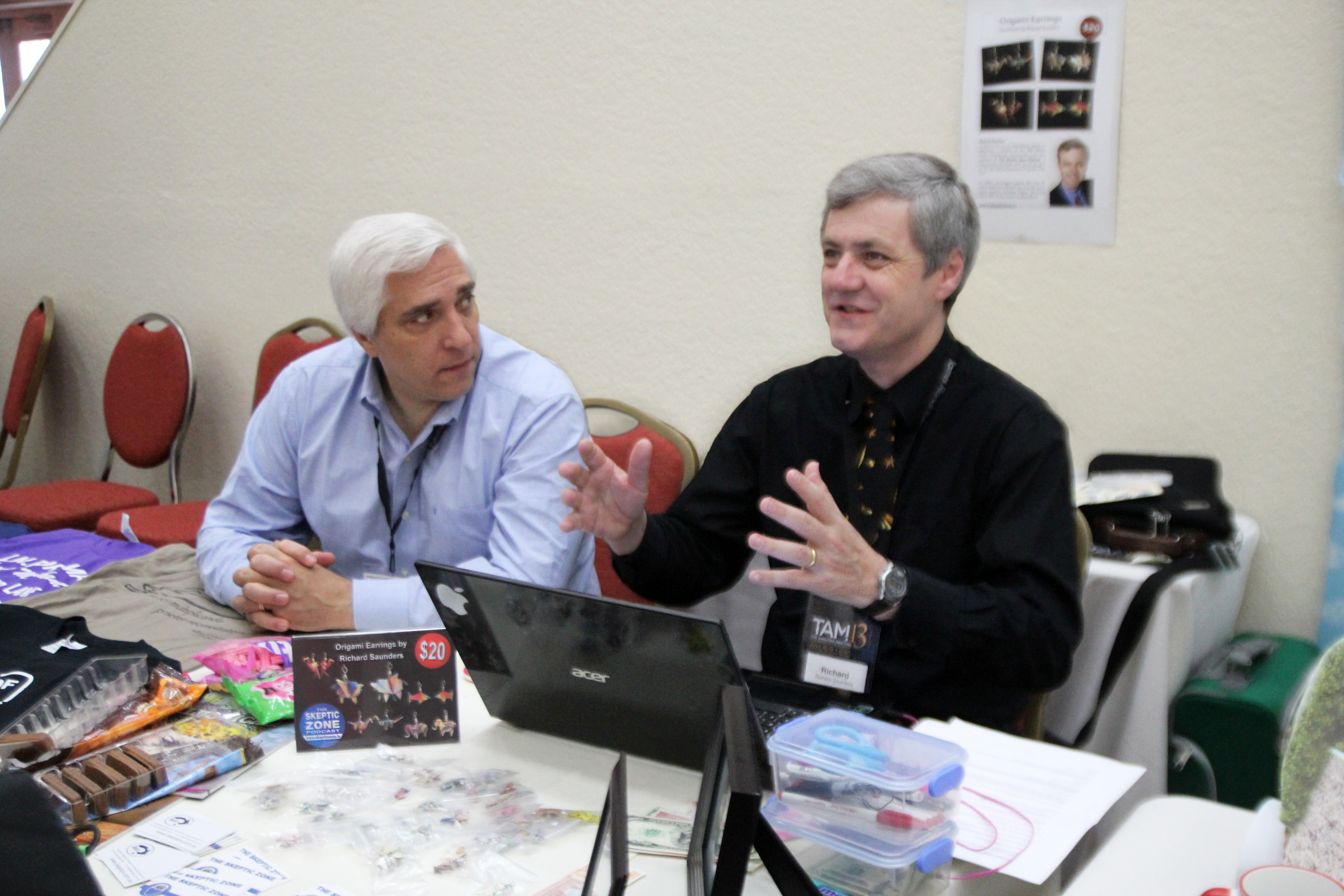
Avec Richard Saunders pendant TAM13.